# Ružičasta kuća
Ružičasta kuća (špan. La Casa Rosada), službeno je sedište izvršne vlasti i predsednika Argentinske Republike. Smeštena je na istočnom kraju Plaza de Mayo, glavnom trgu u Buenos Airesu.